# DVB-NGH
DVB-NGH (Digital Video Broadcasting – Next Generation Handheld) es un nuevo estándar desarrollado por DVB, aún en fase de desarrollo, para la recepción de televisión digital terrestre en dispositivos móviles.
Actualmente el proyecto se encuentra en estado Call for Technologies y suponiendo que el proceso de estandarización se inicie en el primer trimestre de 2010, la publicación del estándar por parte de la ETSI podría producirse en 2011. Los primeros dispositivos compatibles con este estándar podrían estar disponibles en el año 2013.

## Requerimientos de la red
Los requerimientos más importantes demandados al estándar son:
• Amplia cobertura: La red debe tener una amplia área de cobertura, debe ser eficiente y asumible de construir.
• Cobertura interior: Es un factor muy importante, sobre todo para la recepción de señal teléfonos móviles.
• Recepción robusta: Se debe poder acceder a los servicios ya sea en interiores o exteriores, mientras se camina o se viaja a cierta velocidad.
• Consistencia: Debe ser posible proveer un servicio muy consistente a diferentes perfiles de dispositivos.
• Rapidez: Debe ser rápido iniciándose, accediendo a contenido audiovisual o servicios interactivos o cambiando de canal.
• Distribución neutral: Posibilidad de ser integrado con otras tecnologías como 3G, LTE o Wi-Fi.
• Bajo retardo: Importante para eventos en vivo, como deportes.

## Entornos de recepción
La red DVB-NGH se espera que opere en los siguientes entornos:
1. Móviles vehiculares (de 15 km/h a 350 km/h)
En escenarios de recepción que se mueven a alta velocidad (como trenes, aviones, etc.) se puede conseguir la recepción con una antena externa de ganancia considerable o con un amplificador integrado, alimentado con la batería del vehículo.
2. Móviles lentos
La recepción se consigue con una antena integrada en el dispositivo. La movilidad se limita a 15 km/h y los terminales pueden usarse en interiores o exteriores.

## Bandas frecuenciales
En la actualidad, cada una de las tres regiones del mundo utiliza una banda frecuencial diferente para la TV móvil. Por este motivo, la especificación DVB-NGH debe ser versátil para proveer QoS en un cierto rango de frecuencias.
Concretamente, DVB-NGH debe ser diseñado para operar en las bandas III, IV, V, L y S. Además, debe soportar diferentes canalizaciones (1.7, 5, 6, 7, 8, 10, 15 y 20 MHz) y cumplir con los niveles de interferencia y los requerimientos de máscara definidos por el GE06.

## Compatibilidad inversa
Para el uso de DVB-NGH serán necesarios dispositivos nuevos. Aun así, los equipamientos existentes tendrían que ser reutilizables al máximo; por eso es esencial que el nuevo estándar utilice espectro de otros sistemas DVB anteriores. También debería ser posible combinar una señal DVB-NGH y una DVB-T2 en un mismo canal RF.

## Implementación
El sistema DVB-NGH debería ser más eficiente que el UMTS-LTE y debería permitir una cobertura similar con un coste inferior. Además del incremento en el rendimiento comparado con DVB-H (aproximadamente un 50% más), también debería poder conseguirlo con otros estándares DVB , incluyendo el DVB-SH.

## Enlaces
• http://www.dvb-h.org
• DVB-NGH introduction
- Datos: Q5797244